# Nouvelle-Andalousie et Urabá
Pour les articles homonymes, voir Nouvelle-Andalousie.
1508–1513
Entités précédentes :
- Tierra Firme

Entités suivantes :
- Castille d'Or

La Nouvelle Andalousie et Urabá (en espagnol : « Nueva Andalucía y Urabá ») est une province espagnole pendant le XVIe siècle. Elle est issue de la division du Royaume de Tierra Firme et correspond à la région Caraïbe de Colombie.

## Histoire
En 1508, une ordonnance royale ordonne la création des deux premiers gouvernorats du royaume de Tierra Firme sur le territoire colombien actuel. Le premier est la Gouvernorat de Urabá, également appelée "Nouvelle-Andalousie" donné à Alonso de Ojeda et localisé du cap de la Vela au golfe d'Urabá.
Le second est la Gouvernorat de Veragua (qui prend également le nom de Castille d'Or) pour Diego de Nicuesa de l'ouest golfe d’Urabá au cap Gracias a Dios, aujourd'hui au Nicaragua. Les deux territoires dépendaient de l'audience royale de Saint-Domingue.
L'année suivante, une fois l'arbitrage connu, Alonso de Ojeda, quitta Saint-Domingue avec deux navires, deux brigantins, trois cents hommes et douze chevaux afin d'explorer l'intérieur du continent. Parmi ses compagnons se trouvaient Francisco Pizarro et Juan de la Cosa.
Arrivé à la baie de Carthagène des Indes, les conquistadors sont attaqués par des indigènes Turbacos. Juan de la Cosa trouva la mort lors d'un des combats. Nicuesa arriva en renfort, permettant de battre les turbacos. Ils se rendirent ensuite à l'île de Fuerte, puis à Urabá où, à la fin de 1509, il fonda la première colonie espagnole sur le territoire continental, San Sebastián de Urabá, un fort clôturé précaire et rustique, abandonné par les Espagnols en juin 1510, quand il a été attaqué et incendié par les populations autochtones de la région. Ojeda est ensuite parti pour Saint-Domingue, où il décéda.
En 1513, après l' échec de l'expédition la couronne espagnole supprime le gouvernorat et le réunit et le place sous l'administration du territoire de Veragua, qui prend officiellement le nom de Castille d'Or, et nomme Pedro Arias Dávila au poste de gouverneur.